# Pietro Torchitorio III
Pietro Torchitorio III de Cagliari (... -  mort en 1188)  fut Juge de Cagliari de 1163 à 1188.

## Origine
Pietro est le fils cadet du Juge  Gonario II de Torres  et l'époux  de la fille aînée anonyme du Juge  Costantino II Salusio II de Cagliari à qui il  succède sur le trône à sa mort. Il adopte alors le nom traditionnel de Pietro Torchitorio III  soit en sarde  Pedru Trogodori III.

## Règne
Dès le début de son règne il doit faire face à   l'intervention de  Barisone II d'Arborée  allié des Génois qui revendique le titre de Juge de Cagliari. En fait le Judicat de Cagliari se trouve  livré aux ambitions rivales de deux factions l'une favorable aux Génois et l'autre fidèle à Pise. Pietro doit se réfugier à Torres chez son frère Barisone II de Torres dont il obtient le soutien ainsi que celui de la république de Pise. Dès 1164 il reprend Cagliari.
Pendant tout son règne il doit faire face aux  nouvelles tentatives de conquête de Barisone II d'Arborée. Pietro de  Torres se décide enfin à abandonner  l'alliance avec la république de Pise et en 1168 il conclut un accord avec les Génois  à qui il accorde le monopole du commerce sur le territoire de son Judicat. Les Pisans, inquiets pour leur hégémonie sur la Sardaigne, incite son beau-frère  pisan Orberto Obertenghi marquis de Massa, époux de Giorgia la seconde fille  de Costantino II Salusio III à intervenir. En 1188 Orberto envahit le Judicat de Cagliari et bat le Juge Pietro qui est forcé de s'enfuir et meurt ou est tué  la même année. Le fils d'Oberto et de Giorgia, Guillaume de Massa se proclame alors Juge de Cagliari en 1190.

## Sources
- (it) Cet article est partiellement ou en totalité issu de l’article de Wikipédia en italien intitulé « Pietro Torchitorio III » (voir la liste des auteurs), édition du 6 juin 2014.
- (it) Gian Giacomo Ortu La Sardegna dei giudici Regione autonoma della Sardegna, 2005,  (ISBN 8889801026)
- (en) Site Medieval Lands : Pietro de Torres.
- (en) Site de I. Mladjov Medieval Sardinia (Sardegna).